# Sycorax goutneri
Sycorax goutneri är en tvåvingeart som beskrevs av Jezek 1990. Sycorax goutneri ingår i släktet Sycorax och familjen fjärilsmyggor.
Artens utbredningsområde är Grekland. Inga underarter finns listade i Catalogue of Life.